# Industrijska revolucija
Industríjska revolúcija pomeni prehod iz ročne v strojno proizvodnjo, industrializacija pa je proces, ki to izvede v praksi.

## Prva revolucija
Za obdobje po revoluciji je značilna organizacija dela v velikem obsegu, masovna proizvodnja, naprednejša delitev dela in uporaba strojev. Po drugi strani pa je to tudi obdobje velikih gospodarskih in socialnih problemov.
Cena izdelkov je naglo padla, začel se je nagel napredek znanosti, povečala se je tudi uporaba električne energije.

### Evropa
Zaradi obkroženosti z morjem, ugodne razvitosti trgovanja se je industrializacija v Združenem kraljestvu začela že v 18. stoletju in 19. stoletju pa je v ostalih delih Evrope pa se je zaradi številnih vojn, fevdalizma in slabih prometnih povezav začela kasneje. Na celini se je industrializacija začela v Belgiji.

### Posledice
Posledice industrijske revolucije je bilo vedno večje število novih kolonij, več kapitala in mirnejše politično življenje. Poleg tega je ta revolucija v družbo vnesla spremembe, zaradi katerih je kasneje nastopila druga industrijska revolucija. Omeniti je treba še povečanje priseljevanje delavcev (bivših kmetov) iz vasi v mesta.

## Druga revolucija
Druga industrijska revolucija je pomenila prelomnico, saj je motor z notranjim zgorevanjem prevzel vlogo, ki jo je pred tem imel parni stroj, namesto premoga pa je glavno vlogo proizvajanja energije prevzela nafta.

### ZDA
Druga revolucija je dosegla tudi ZDA, vendar je na različne dele vplivala različno. Na severu je pomenila predvsem poživitev prometa, industrializacijo in povečanje priseljevanja. V osrednjem delu je pomenila predvsem začetek sodobnega kmetijstva. Najpomembnejšo vlogo sta dobili živinoreja in proizvodnja žit. Na jugu pa je bila najpomembnejša posledica plantažno gospodarstvo]], kar je privedlo do enega največjih madežev v zgodovini ZDA - suženjstvo.
Tako se je v ZDA začela velika koncentracija kapitala, kar je omogočilo uporabo znanstvenih dosežkov neposredno v proizvodnji. Prav zaradi tega so ZDA okoli leta 1900 prevzele vodilno vlogo v svetovnem gospodarstvu, v Aziji je najhitreje napredovala Japonska, v Evropi pa Nemško cesarstvo.

### Posel
Začelo je prihajati do koncentracije in centralizacije v trgovini, zavarovalništvu, industriji in bančništvu. Prihajalo je tudi do vse pogostejših združevanj podjetij v kartele (združbe podjetij iste panoge), truste (karteli z enotnim vodstvom) in koncerne (združba več trustov različnih panog, ki so omogočale najvišje oblike monopola. delavci so se združevali v sindikate.
Nastale so mnoge nove industrijske panoge: avtomobilska, elektroindustrija, kemična industrija, farmacija, kovinska industrija itd.

### Banka
V obdobju po drugi revoluciji se je zelo spremenil tudi pomen bank. Angleška banka je prva začela izdajati denar, pariška pa je prva začela uporabljati delniške papirje, denar vlagateljev pa je vlagala v nove, hitro rastoče panoge.
Banke so se vedno bolj specializirale:
- hipotekarne, v katerih je potekalo zastavljanje nepremičnin,
- kreditne banke, v katerih je potekalo posojanje denarja,
- investicijske, ki so ponujale možnosti zaslužka preko gospodarskih dejavnosti

### Spremembe v ostalih panogah
Narodne meje so v gospodarskem smislu postajale vse manj pomembne, saj je bilo vse pogostejše mednarodno povezovanje kapitala, cilj gibanj v 19. stoletju pa je bil svoboden trg. Protimonopolna zakonodaja je pomenila, da so se morala velika podjetja, ki so imela na nekem področju monopol, razdeliti na več manjših enot.
Rockefeller je združil ameriško naftno industrijo, v kmetijstvu pa je največjo spremembo pomenila množična uporaba umetnih gnojil.
Tudi v medicini so prišli do mnogih novih spoznanj in odkritij: narkoza z etrom, operacija slepiča, odkritje bakterije tuberkuloze in povzročitelja kuge, rentgen ter aspirin.